# Percy Jackson
Percy Jackson är en serie äventyrs och fantasyböcker av Rick Riordan om en pojke som upptäcker att han är son till Poseidon, havets gud, och lär sig att de grekiska gudarna, Olymperna (på svenska vanligtvis ”de olympiska gudarna”), fortfarande finns. Han förs till "Halvblodslägret" där andra halvgudar som han får träning för att bli hjältar. Percy och hans vänner träffar många monster och varelser från den grekiska mytologin, såsom titaner, cykloper och empusor.

## Halvblodslägret
Halvblodslägret är ett ställe där halvgudar som Percy får skydd och träning för att bli hjältar och lyckas besegra monstren.  Halvblodslägrets ledare är den mytomspunna kentauren Keiron som bland annat tränade den grekiska mytologins hjältar som Herakles och Jason.
En tidigare dotter av Zeus vid namn Thalia blev mördad av en cyklop när hon offrade sig för att rädda sina vänner, Grover, Luke och Annabeth. När hon dog lät hennes far Zeus henne få ett annat sätt att leva på. Dottern Thalia blev till en stor tall och med trädet bildades en skyddande barriär mot monster och dödliga runt Halvblodslägret.
De olika stugorna i halvblodslägret är uppdelade efter de 12 olympiska gudarna, Zeus, Poseidon, Hera, Athena, Hermes, Afrodite, Demeter, Dionysus, Artemis, Apollon, Hefaistos och Ares. De olika gudarnas halvt dödliga barn bor i den stuga som är döpt efter deras gudomliga förälder.

## Böckerna om Percy Jackson & Olympierna

### Percy Jackson - Född till hjälte
Percy har ADHD samt dyslexi och har inte kunnat stanna på samma skola i mer än ett år. En sommar åker han och hans mamma till havet. Där kommer plötsligt Grover, Percys vän, och knackar på. Alla tre blir jagade av en minotaur och Percy hamnar i halvblodslägret, en sommarkoloni för halvblod, det vill säga personer med en mänsklig förälder och en gud till förälder. När Percy får veta vem hans ditintills okända far är får han förfrågan om han vill ut på ett uppdrag, ett uppdrag som kan ha betydelse för huruvida det blir krig om en halv månad eller inte.

### Percy Jackson och Monsterhavet
Percy har nästan klarat av ett helt år utan att bli relegerad, som han alltid blir. Han har också haft drömmar om att hans kompis Grover (en satyr) har försvunnit. Han har också fått en kompis som heter Tyson. Men den allra sista dagen anklagade skolans mobbare Matt Sloan honom för att ha eldat upp skolans gymnastiksal. Och så dyker Annabeth (en av Percys vänner) upp och berättar att halvblodslägret har problem. De åker till halvblodslägret i en vansinnig taxi. Percy upptäcker att Tyson är en cyklop (en jätte med ett öga). Och efter det väntar ett spännande äventyr som Percy måste ge sig ut på för att rädda lägret och sin kompis.

### Percy Jackson och Titanens förbannelse
Percy, Annabeth och Thalia åker till Westover Hall för att hjälpa satyren Grover, som har hittat två nya halvblod. Men Percy tappar bort sina vänner, och innan han har hittat dem får han se att de två nya halvbloden (Bianca och Nico di Angelo) är borta! När han hittar dem blir han, Bianca och Nico anfallna av den biträdande rektorn Doktor Thorn som visar sig vara ett monster. Sedan kommer också Percys vänner dit, och jaktens gudinna Artemis. Men när de "besegrat" Doktor Thorn har han redan kidnappat Annabeth. Artemis säger till Percy att hon inte längre går att rädda, men Percy tror fortfarande att hon är vid liv, men kanske inte så länge till om inte Percy räddar henne. Han gör allt för att rädda Annabeth, och det straffar sig.

### Percy Jackson och Kampen om labyrinten
Percy har börjat i en ny skola, där han stöter på en irriterande flicka, Rachel Elizabeth Dare, och två empusas (självutnämnda vampyrprototyper). Efter en kamp med dem tar Annabeth med Percy till deras träningsläger halvblodslägret, där den unge satyren Grover ges ett sista datum för att ta hitta den sedan länge förlorade guden Pan. På jakt efter Pan och sanningen bakom ryktena om en plan att attackera halvblodslägret via en underjordisk labyrint skapad av Daidalos, så ger sig Percy, Annabeth, Grover, och Percys halvbror Tyson av ned i denna labyrint och börjar sökandet. Under resan möter de många grekiska myter och får reda på oroväckande nyheter på en allt mer spänd konflikt mellan olika andar och odödliga. I slutet av boken, utkämpas ett slag mellan halvblodslägrets tränade halvgudar och angriparna som stöder den nu uppståndna titanen Kronos.

### Percy Jackson och Striden om Olympen
Striden om Olympiern är den femte och sista delen i serien om Percy Jackson. Den kom ut på engelska den 5 maj 2009.
I den här boken har Percy och tidigare nämnda "dödliga" Rachel Elizabeth Dare oväntat nog blivit vänner efter att de tillsammans med Annabeth, Tyson och Grover varit med och utkämpat "Kampen om labyrinten."
I den femte och sista delen utkämpar halvblodslägrets elever striden om Olympen alldeles själva medan gudarna är upptagna med att slåss mot den enorma jätten "Tyfon" som är på väg att förstöra hela Amerika om han inte stoppas. Då lämnas halvgudarna kvar i New York för att tillsammans med Artemis jägare ta sig an Kronos armé och skydda Olympen. Percy tvingas att ta ett dopp i floden Styx som rinner igenom Hades, han får då förbannelsen "Akilles häl", vilket gör det nästan omöjligt för hans fiender att döda honom, och det ger honom också kraft och energi för att orka strida oavbrutet. Akilles häl har också en nackdel. Under badet i Styx var Percy tvungen att välja en punkt på hans kropp som han skulle låta sitt dödliga liv hänga på, om någon skulle träffa den punkten med ett slag som i vanliga fall inte hade varit dödligt skulle då leda till hans död.

## Filmerna om Percy Jackson & Olympierna
Den 24 februari 2010 hade första filmen om Percy Jackson premiär. Den är regisserad av Chris Columbus. Det har bekräftas att Logan Lerman spelar som Percy Jackson, Brandon T. Jackson som Grover Underwood och Alexandra Daddario som Annabeth Chase i filmen Percy Jackson och kampen om åskviggen. Den 16 augusti 2013 kom senare den andra filmen ut "Sea Of Monsters", eller som det svenska namnet på filmen är "Percy Jackson och Monsterhavet".

## TV-serie
Den 20 december 2023 släpptes en TV-serie vid namn Percy Jackson och olympierna, med bland annat Walker Scobell i rollen som just Percy Jackson, på Disney+. Seriens första säsong består av åtta avsnitt.